# La Reforma (La Pampa)
La Reforma es una localidad del departamento Limay Mahuida, provincia de La Pampa, Argentina.

## Historia
La localidad de La Reforma se asienta en un lugar donde hasta 1902 predominó la presencia de aborígenes con sus familias y toldarías. 
Estas informaciones fueron suministradas por el señor Juan Carlos Rosa quien se desempeñó como director de la escuela hogar y menciona como fuentes a Luis Calfuleo, descendiente de indios que siempre vivió en las márgenes del Río Salado. 
Como fecha fundacional se considera el 14 de mayo de 1903 que fue el año en que se estableció un almacén cuyos dueños eran de Puelches. Ese día no existió ningún acto formal pero se lo instituyó como fecha fundacional y ese mismo pero en 1985 se firmó el Decreto que creó la Comisión de Fomento de La Reforma. 
Uniendo datos diversos se obtiene que al comenzar el siglo, el lugar era paso obligado de carruajes y gente de a caballo. Era un punto de referencia. Como en otras partes, su trayectoria está ligada a la presencia de un almacén o de algunos almacenes el primero de los cuales comenzó a funcionar en 1903. También surgen distintos apellidos como dueños de esos comercios, Otamendi, Arnean, Ayech, y mucho después Mondragón, Berdugo y Martín. 
Hacia 1960 el comercio más conocido pertenecía a un vecino de apellido Lihour y poco después Jorge Nicoletta adquirió el campo y el almacén en conjunto y si bien este cerro sus puertas hace tiempo su estructura aún se conserva. 
Como propietario más antiguo de tierras aparece el señor Ambrosetti.

## Ubicación
Se encuentra hacia el sudeste del departamento Limay Mahuida en el cruce de la ruta provincial 20 y la ruta provincial 107.

## Población
Contó con 221 habitantes (Indec, 2010), lo que representó un incremento del 60 % frente a los 138 habitantes (Indec, 2001) del censo anterior.
El censo nacional 2022 arrojó 251 habitantes y 146 viviendas.
| Gráfica de evolución demográfica de La Reforma entre 1991 y 2022 |
|                                                                  |
| Fuente: Censos nacionales del INDEC                              |

## Miscelánea
En las proximidades de esta localidad se ubica la reserva natural La Reforma.